# Uijeongbu-Sporthalle
Die Uijeongbu-Sporthalle ist eine große Sporthalle in Uijeongbu, Gyeonggi-do, Südkorea. Die Halle wurde am 26. Dezember 1996 eröffnet. 
Erste Nutzer der Halle waren die Anyang SBS Stars aus der KBL. Zwischen 1997 und 1999 nutzten sie die Halle als Austragungsort ihrer Heimspiele. 2017 zog Uijeongbu KB Insurance Stars in die Halle ein und nutzen seitdem diese als Austragungsort ihrer Heimspiele. 